# A természet ereje (film, 2020)
A természet ereje (eredeti cím: Force of Nature) 2020-ban bemutatott amerikai bűnügyi-akciófilm, amelyet Cory Miller forgatókönyvéből Michael Polish rendezett. A főszerepben Emile Hirsch, Kate Bosworth, Mel Gibson, David Zayas, Stephanie Cayo, Will Catlett, Swen Temmel, Tyler Jon Olsen és Jorge Luis Ramos látható.
A filmet 2020. június 30-án adta ki a Lions Gate Entertainment, általánosságban negatív értékeléseket kapott a kritikusoktól.

## Szereplők
| Szerep       | Színész          | Magyar hang        |
| ------------ | ---------------- | ------------------ |
| Cardillo     | Emile Hirsch     | Szalay Csongor     |
| Ray Barrett  | Mel Gibson       | Sörös Sándor       |
| Troy Barrett | Kate Bosworth    | Solecki Janka      |
| Jess Peña    | Stephanie Cayo   | Bogdányi Titanilla |
| John         | David Zayas      | Besenczi Árpád     |
| Jasmine      | Jasper Polish    |                    |
| Griffin      | Will Catlett     |                    |
| Hodges       | Swen Temmel      |                    |
| Dillon       | Tyler Jon Olson  |                    |
| Bergkamp     | Jorge Luis Ramos |                    |

További magyar hangok: Potocsny Andor, Katona Zoltán, Kisfalusi Lehel, Horváth-Töreki Gergely, Moser Károly, Gulás Fanni, Vándor Éva, Makrai Gábor, Elek Ferenc, Bordás János, Bor László, Kapácsy Miklós, Törköly Levente, Fellegi Lénárd, Sörös Miklós, Maday Gábor, Szabó Luca, Hirling Judit, Karsai István, Sánta László, Szabó Andor, Magyar Viktória

## A film készítése
2019 májusában bejelentették, hogy Kate Bosworth és Mel Gibson szerepelni fognak a filmben, Michael Polish pedig Cory Miller forgatókönyvéből rendez. További szereplők, június és szeptember között csatlakoztak a stábhoz: Emile Hirsch, Stephanie Cayo, David Zayas, és Jasper Polish. A film forgatása 2019 júliusában kezdődött Miamarban és Guaynabóban (Puerto Rico). A költségvetés 23 millió dollár volt, ebből 15 milliót költöttek a helyszínekre.

## Bemutató
2020 áprilisában a Lionsgate megszerezte a film terjesztési jogait. A természet erejét a Lionsgate Films adta ki az Amerikai Egyesült Államokban 2020. június 30-án digitálisan, DVD-n és Blu-Rayen.
A filmet több tengerentúli országban, köztük Vietnámban is bemutatták a mozikban, ahol 21 117 dollárt debütált.

## Fordítás
- Ez a szócikk részben vagy egészben  a   Force of Nature (2020 film) című angol Wikipédia-szócikk fordításán alapul.  Az eredeti cikk szerkesztőit annak laptörténete sorolja fel. Ez a jelzés csupán a megfogalmazás eredetét és a szerzői jogokat jelzi, nem szolgál a cikkben szereplő információk forrásmegjelöléseként.